# Hayley Squires
Hayley Squires (Londres, 16 de abril de 1988) é uma atriz inglesa vencedora do Emmy. Ela é mais conhecida por seu papel no filme Eu, Daniel Blake de Ken Loach e pela série de televisão Adult Material do Channel 4.

## Biografia
Hayley McGinty nasceu em 1988 em Forest Hill, sul de Londres. Ela tem um irmão mais velho. Aos 14 anos, a família se estabeleceu em Sittingbourne. Dois anos depois, seus pais se divorciaram.
Squires estudou teatro no Rose Bruford College em Londres. Em 2012, atuou na peça Vera Vera Vera, encenada no Royal Court's Young Writers Festival. No mesmo ano, recebeu seu primeiro papel na televisão no primeiro episódio da série dramática Call the Midwife. Ela ganhou popularidade ao interpretar o papel de Katie no filme Eu, Daniel Blake (2016) de Ken Loach. Seus outros filmes incluem In Fabric (2019), Happy New Year, Colin Burstead (2018) e In the Earth (2021).

## Filmografia

### Cinema
| Ano  | Título                            | Papel         | Nota(s)                                |
| ---- | --------------------------------- | ------------- | -------------------------------------- |
| 2013 | Complicit                         | Joan          | Dirigido por Niall MacCormick          |
| 2014 | Blood Cells                       | Hayley        | Dirigido por Luke Seomore, Joseph Bull |
| 2015 | A Royal Night Out                 | Debbie        | Dirigido por Julian Jarrold            |
| 2015 | Polar Bear (curta)                | Lea           | Dirigido por Sean Buckley              |
| 2016 | I, Daniel Blake                   | Katie         | Dirigido por Ken Loach                 |
| 2016 | Away                              | Kaz           | Dirigido por David Blair               |
| 2017 | Giantland                         | Mum           | Dirigido por Yousaf Ali Khan           |
| 2018 | Happy New Year, Colin Burstead    | Gini Burstead | Dirigido por Ben Wheatley              |
| 2018 | In Fabric                         | Babs          | Dirigido por Peter Strickland          |
| 2021 | In the Earth                      | Olivia Wendle | Dirigido por Ben Wheatley              |
| 2021 | True Things                       |               |                                        |
| 2022 | Disappointment Blvd.              |               | Dirigido por Ari Aster                 |
| TBA  | The Electrical Life of Louis Wain |               | Dirigido por Will Sharpe               |

### Televisão
| Ano  | Título                           | Papel                 | Nota(s)                                   |
| ---- | -------------------------------- | --------------------- | ----------------------------------------- |
| 2012 | Call the Midwife                 | Maureen Warren        | Episódio #1.1                             |
| 2013 | Southcliffe                      | Louise Cooper         | 3 episódios                               |
| 2016 | Murder                           | Bryony Phelps         | Episódio: 'The Lost Weekend'              |
| 2017 | The Last Leg                     | Ela mesma – convidada | Episódio No. 12 da 10° temporada          |
| 2017 | Philip K. Dick's Electric Dreams | Waitress              | Episódio 3: 'The Commuter'                |
| 2017 | The Miniaturist                  | Cornelia              | 3 Episodes                                |
| 2018 | Collateral                       | Laurie Stone          | 3 episódios                               |
| 2020 | Adult Material                   | Jolene Dollar         | Venceu—Emmy Internacional de melhor atriz |
| 2022 | Maryland                         | Mary                  | Telefilme                                 |
| 2022 | The Essex Serpent                | Martha                |                                           |

## Prêmios e indicações
| Ano  | Prêmio                          | Categoria                                   | Trabalho        | Resultado | Ref   |
| ---- | ------------------------------- | ------------------------------------------- | --------------- | --------- | ----- |
| 2016 | British Independent Film Awards | Melhor Revelação                            | I, Daniel Blake | Indicado  |       |
| 2017 | BAFTA Film Awards               | BAFTA de melhor atriz coadjuvante em cinema | I, Daniel Blake | Indicado  |       |
| 2021 | Emmy Internacional 2021         | Emmy Internacional de melhor atriz          | Adult Material  | Venceu    | [ 6 ] |